# Jorge Villafaña
Jorge Antonio Flores Villafaña (ur. 16 września 1989 w Anaheim) – amerykański piłkarz pochodzenia meksykańskiego występujący na pozycji lewego obrońcy, reprezentant Stanów Zjednoczonych.

## Kariera klubowa
Villafaña – syn meksykańskich imigrantów – urodził się jako Jorge Flores w mieście Anaheim w Kalifornii, jednak po rozwodzie rodziców – jako pięciolatek – wyjechał wraz z matką do Meksyku, zamieszkując w miejscowości Pénjamo. Tam wychowywał się do piętnastego roku życia (od siódmego roku życia pozostawał pod opieką dziadków – matka zdecydowała się wrócić do Kalifornii), kiedy to powrócił do rodzinnej miejscowości i uczęszczał do Anaheim High School. Równocześnie był zawodnikiem amatorskiego zespołu Santa Ana DSP Juventus, grającego w Coast Soccer League, w którego barwach w 2006 roku triumfował w rozgrywkach Harvest Cup i California Cup. W marcu 2007 wygrał organizowany przez władze ligi Major League Soccer reality-show o nazwie „Sueño MLS”, w nagrodę dołączając do kalifornijskiego klubu z MLS – Chivas USA.
W lipcu 2007 Flores podpisał profesjonalny kontrakt z Chivas USA, w Major League Soccer debiutując za kadencji szkoleniowca Prekiego, 9 września tego samego roku w wygranym 3:0 spotkaniu z New York Red Bulls. W swoim debiutanckim sezonie 2007 zajął ze swoją ekipą pierwsze miejsce w konferencji zachodniej, natomiast premierowego gola w najwyższej klasie rozgrywkowej strzelił 17 maja 2008 w wygranej 3:1 konfrontacji z D.C. United. Miejsce w wyjściowym składzie wywalczył sobie jednak dopiero trzy lata później, po przyjściu do zespołu trenera Robina Frasera. W listopadzie 2011 oficjalnie zmienił swoje nazwisko z Jorge Flores na Jorge Villafaña (panieńskie nazwisko matki). Ogółem w barwach Chivas spędził siedem lat, nie odnosząc jednak większych sukcesów, zaś w styczniu 2014 w ramach wymiany za Andrew Jean-Baptiste'a przeniósł się do Portland Timbers. Tam szybko wywalczył sobie niepodważalną pozycję na boku obrony i w sezonie 2015 zdobył z drużyną prowadzoną przez Caleba Portera mistrzostwo MLS.
Wiosną 2016 Villafaña za sumę miliona dolarów został graczem meksykańskiego klubu Santos Laguna z siedzibą w Torreón. W tamtejszej Liga MX zadebiutował 9 stycznia 2016 w przegranym 0:2 meczu z Leónem.

## Kariera reprezentacyjna
W marcu 2009 Flores został powołany przez Thomasa Rongena do reprezentacji Stanów Zjednoczonych U-20 na Mistrzostwa Ameryki Północnej U-20. Tam rozegrał trzy z pięciu możliwych spotkań (z czego dwa w wyjściowym składzie), docierając ze swoją kadrą do finału tych rozgrywek, gdzie przegrała ona ostatecznie z Kostaryką (0:3). Sześć miesięcy później znalazł się w składzie na Mistrzostwa Świata U-20 w Egipcie, podczas których wystąpił we wszystkich trzech meczach (z czego w dwóch w pierwszej jedenastce), zaś Amerykanie zakończyli swój udział w młodzieżowym mundialu na fazie grupowej.
W marcu 2012 Villafaña – jako zawodnik reprezentacji Stanów Zjednoczonych U-23 prowadzonej przez Caleba Portera – wziął udział w północnoamerykańskim turnieju kwalifikacyjnym do Igrzysk Olimpijskich w Londynie. Wystąpił wówczas w dwóch z trzech spotkań (w obydwóch w pierwszym składzie), jednak jego kadra odpadła z eliminacji już w fazie grupowej, przez co nie zdołała awansować na olimpiadę.
W seniorskiej reprezentacji Stanów Zjednoczonych Villafaña zadebiutował za kadencji selekcjonera Bruce'a Areny, 29 stycznia 2017 w zremisowanym 0:0 meczu towarzyskim z Serbią.

## Statystyki kariery

### Klubowe
| Chivas USA        | 2007              | Stany Zjednoczone | MLS     | 1   | 0  | —  | —        | —        | —  | —   | 1   | 0 |
| Chivas USA        | 2008              | Stany Zjednoczone | MLS     | 11  | 3  | 1  | 0        | SL + LMC | 4  | 0   | 16  | 3 |
| Chivas USA        | 2009              | Stany Zjednoczone | MLS     | 9   | 0  | 1  | 0        | SL       | 3  | 0   | 13  | 0 |
| Chivas USA        | 2010              | Stany Zjednoczone | MLS     | 8   | 1  | —  | —        | SL       | 1  | 0   | 9   | 1 |
| Chivas USA        | 2011              | Stany Zjednoczone | MLS     | 25  | 1  | —  | —        | —        | —  | —   | 25  | 1 |
| Chivas USA        | 2012              | Stany Zjednoczone | MLS     | 14  | 1  | 3  | 0        | —        | —  | —   | 17  | 1 |
| Chivas USA        | 2013              | Stany Zjednoczone | MLS     | 20  | 1  | 2  | 0        | —        | —  | —   | 22  | 1 |
| Portland Timbers  | 2014              | Stany Zjednoczone | MLS     | 19  | 1  | 2  | 0        | LMC      | 2  | 0   | 23  | 1 |
| Portland Timbers  | 2015              | Stany Zjednoczone | MLS     | 39  | 1  | 2  | 0        | —        | —  | —   | 41  | 1 |
| Santos Laguna     | 2015–2016         | Meksyk            | Liga MX | 15  | 0  | —  | —        | LMC      | 4  | 0   | 19  | 0 |
| Santos Laguna     | 2016–2017         | Meksyk            | Liga MX | 0   | 0  | —  | —        | —        | —  | —   | 0   | 0 |
| Ogółem            |                   |                   |         |     |    |    |          |          |    |     |     |   |
| Stany Zjednoczone | Stany Zjednoczone | Stany Zjednoczone | 146     | 9   | 11 | 0  | SL + LMC | 10       | 0  | 167 | 9   |   |
| Meksyk            | Meksyk            | Meksyk            | 15      | 0   | —  | —  | LMC      | 4        | 0  | 19  | 0   |   |
| Ogółem            | Ogółem            | Ogółem            | Ogółem  | 161 | 9  | 11 | 0        | SL + LMC | 14 | 0   | 186 | 9 |

Legenda:
- SL – SuperLiga
- LMC – Liga Mistrzów CONCACAF

### Reprezentacyjne
| USA    | Stany Zjednoczone | 2017   | — | — | — | — | — | — | — | 0 | 0 |
| Ogółem | Ogółem            | Ogółem | — | — | — | — | — | — | — | 0 | 0 |